# Memphis Bleek

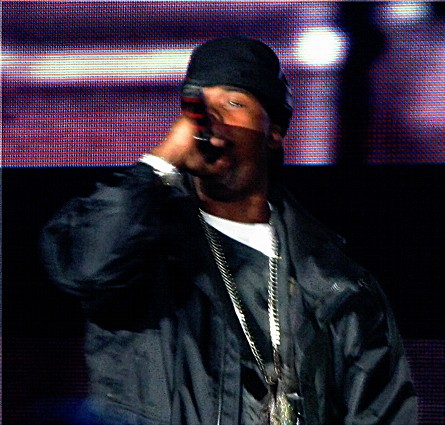
Memphis Bleek

Malik Cox (Brooklyn, 23 juni 1978), beter bekend onder zijn artiestennaam Memphis Bleek of "Bleek", is een Amerikaanse rapper. Hij was een van de eerste artiesten die tekende bij Roc-A-Fella Records, als gevolg van zijn langdurige vriendschap met Jay-Z. Memphis Bleek is terechtgekomen in de Jay-Z-albums: Reasonable Doubt, Vol. 2... Hard Knock Life, Vol. 3… Life and Times of S. Carter, The Dynasty: Roc La Familia, en The Blueprint 2: The Gift & The Curse.

## Discografie
Albums
- Coming of Age (1999)
- The Understanding (2001)
- M.A.D.E. (2003)
- 534 (2005)

- Bibliothèque nationale de France: cb14039502k (data)
- Gemeinsame Normdatei: 135410355
- International Standard Name Identifier: 0000 0000 5516 4126
- Library of Congress Control Number: no99034825
- MusicBrainz: 48db8d53-98c7-4ec8-8d49-00a89ebad8d4
- SNAC: w6kd2tnf
- Virtual International Authority File: 19881249
- WorldCat: E39PBJgd4K6yP94bCbh7brcQMP